# Nadine Naous
Nadine Naous est une réalisatrice, scénariste et actrice libanaise de mère palestinienne née en 1974. Elle vit et travaille en France,.

## Filmographie

### Réalisatrice
- 2010 : Clichés
- 2007 : Chacun sa Palestine
- 2014: Home Sweet Home

### Scénariste
- 2009 : P.O.V.  (série télévisée), épisode  This Way Up (adaptation)
- 2010 : Clichés
- 2012 :  Héritage de Hiam Abbass (post-production) (avec Ala Hlehel (scénario originel), Hiam Abbass, et Ghazi Albuliwi)
- 2024 : Bye Bye Tibériade de Lina Soualem

### Actrice
- 2008 : La Femme serpent de Marie Hélia : Leila
- 1999 : Just in Time  de Lou Castel (court métrage)